# 城山ガーデン
城山ガーデン（しろやまガーデン）は、東京都港区虎ノ門四丁目と六本木一丁目にまたがる再開発地区である。超高層オフィスビルの城山トラストタワー、賃貸住宅棟の城山トラストコート、駐日スウェーデン大使館、日経BP社などが入る日経虎ノ門別館からなる。

## 歴史
この地は古くから豪族が城を構えたことから「城山」と呼ばれ、江戸時代には大名屋敷が軒を連ねた。のちに旧専売公社の総裁公舎や旧スウェーデン大使館が建てられ、その土地などが森ビルグループの森ビル開発（99年に森トラストに商号変更）によって、「城山開発計画」として再開発されることになり、1985年（昭和60年）12月に第一期分として「日経電波会館」が竣工。1991年（平成3年）3月に「スウェーデン大使館」、11月に「城山トラストタワー」と「城山トラストコート」の第二期分が竣工して、再開発街区「城山ヒルズ」が全面オープンした。
2006年（平成18年）、街区名称が「城山ヒルズ」から「城山ガーデン」に改められた。

## 街区の建築物
西側の麻布通り、東側の桜田通り（国道1号）のいずれからも奥まった位置にあり、東京メトロ日比谷線神谷町駅より徒歩3分、東京メトロ南北線六本木一丁目駅より徒歩7分ほどである（目的の建物により異なる）。
市街地住宅総合設計制度を採用し、敷地の45%が公開空地である。傾斜を生かした滝や小川のある円形広場を取り囲み、四つの建物が立ち、このうち城山トラストタワー、城山トラストコートと神谷町駅近くの神谷町MTビルは、城山熱供給より地域熱供給を受けている。

### 城山トラストタワー
当初は「城山JT森ビル」の名称だったが、2002年（平成14年）5月に「城山JTトラストタワー」、のちに「城山トラストタワー」に再度改められた。
地下2階、地上37階建て。45度の角を切り落とした直角二等辺三角形の平面をもつ。オフィスは直角の側にL字型に配置され、底辺の側にエレベーターや階段、水周りが設けられている。外装は花崗岩を打ち込んだプレキャストコンクリート板と角のガラスカーテンウォールの構成で、周辺に対し圧迫感を与えないようデザイン上の配慮を行っている。
テナント
1階から3階には店舗、フィットネスクラブ、クリニックが入る。
2020年（令和2年）1月に設置のカジノ管理委員会がオフィスを置く。開業時は、日本たばこ産業 (JT) が主要テナントとして入居し、ほかにJRA、日本写真印刷、浦項綜合製鉄、住友電工、テレビ東京なども入居していた。

### 城山トラストコート
敷地中央南側に竣工した地下4階、地上12階、総戸数65戸の都市型賃貸住宅である。1BRから4BRまで22タイプを用意した。

### 日経虎ノ門別館
元は駐車場として利用されていた場所であり、ほかの建物に先立って、1985年（昭和60年）12月竣工した。旧称は「日経電波会館」。地下1階、地上10階建て。2016年（平成28年）10月までテレビ東京が本社機能や主に報道・情報系番組を収録するスタジオを置いたが、11月にテレビ東京は本社機能を住友不動産六本木グランドタワーに移転した。このため、名称は翌年「日経虎ノ門別館」と改称された。テレビ東京の移転後も一部スタジオは残され、引き続き運用されている。同社関連会社や日経BPが入居する。

### 駐日スウェーデン大使館

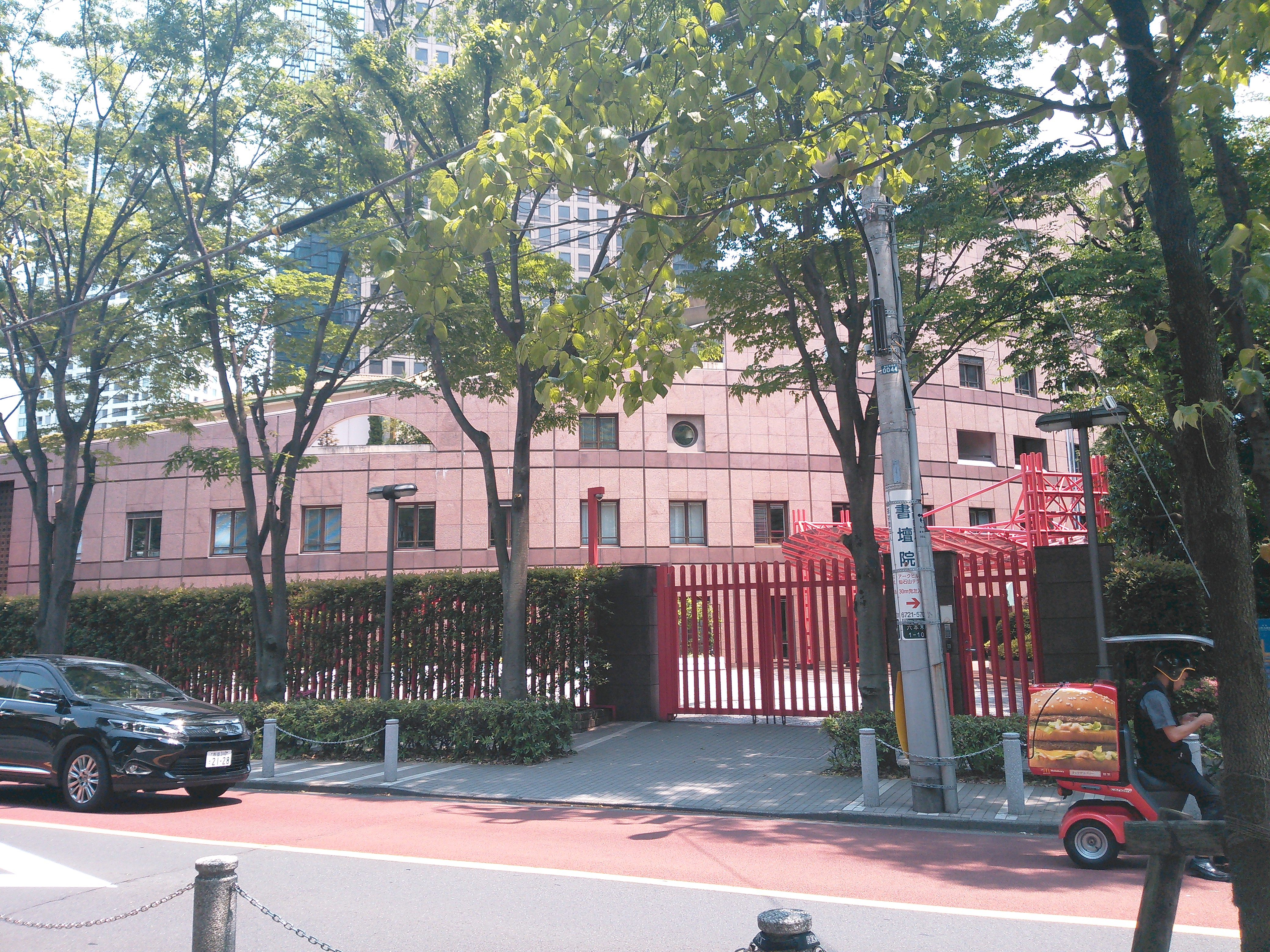
駐日スウェーデン大使館

スウェーデン人建築家ミカエル・グラニート（Michael Granit）により設計された。地下2階、地上8階建て。ピンク色の花崗岩が使われ、円く弧を描く外壁と直線的に傾斜した屋根が特徴的である。

## 周辺
- アークヒルズ - 本地区の北西に位置する森ビルによる再開発地区。
- 泉ガーデン - 西に位置する住友不動産による再開発地区。
- アークヒルズ仙石山森タワー、六本木ファーストビル - 南西に位置する森ビルによる高層オフィスビル。
- 東京ワールドゲート（神谷町トラストタワー） - 北東に位置する森トラストよる再開発地区。